# 重峯大路
重峯大路（ハングル: 중봉대로）は仁川広域市東区松峴洞の松峴交差点から西区景西洞景西交差点、同区旺吉洞の黔丹1交差点から始まって旺吉駅を経て金谷交差点へ至る往復6車線の道路である。 総延長は8.15kmで、未開通区間を含めて16kmで構成されている。また、当該道路は囯道6号線と国道77号線および国家地方支援道84号線の一部分をなす。

## 通過する自治体
- 仁川広域市
  - 東区 - 西区

## 交差する道路
- 白凡路（朝鮮語版）
- 烽梧大路（朝鮮語版）
- 景明大路（朝鮮語版）
- 烽燧大路（朝鮮語版）
- 仁川大路（朝鮮語版）